# Tenax (Firenze)

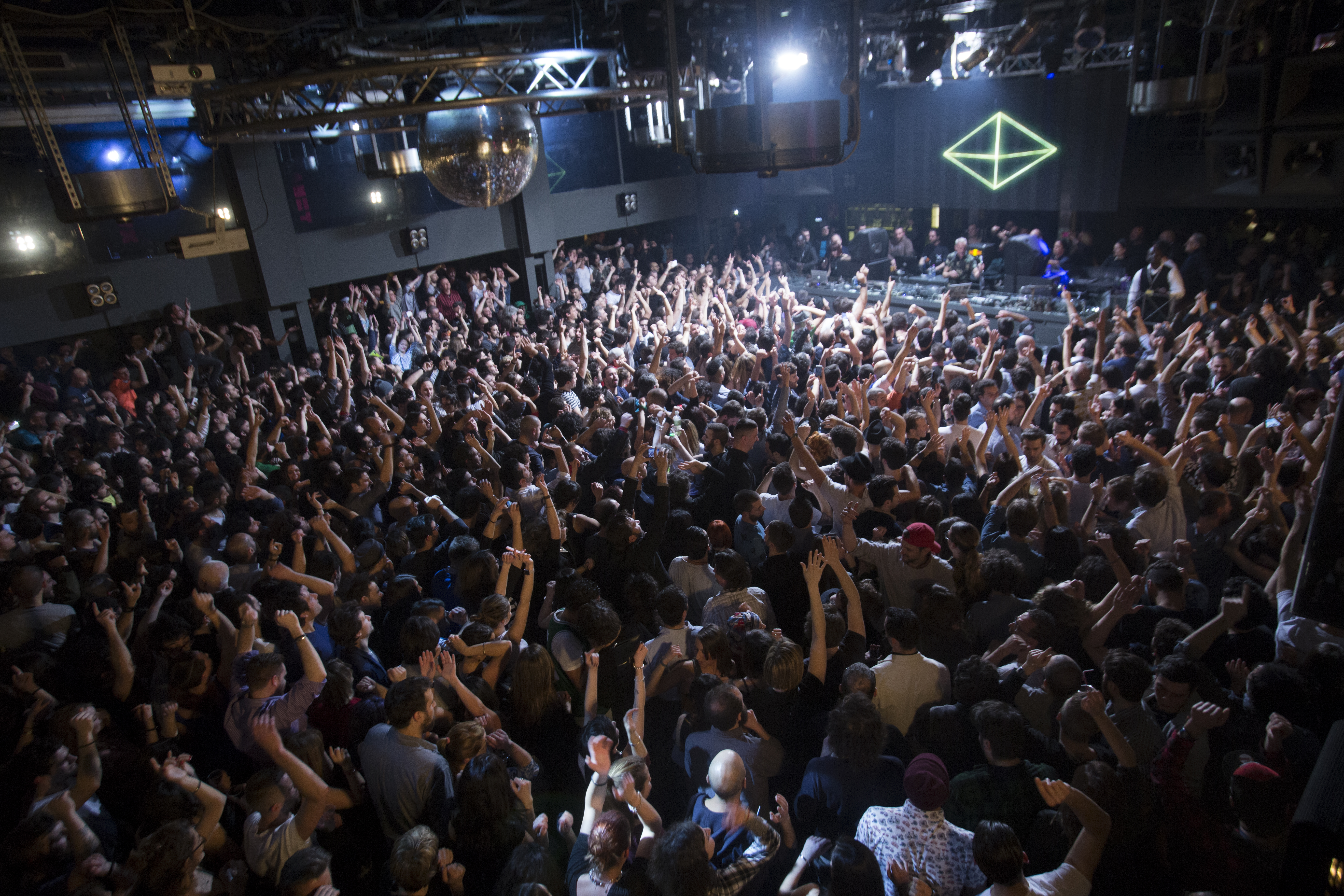
Interno del Tenax club a Firenze

Tenax è un locale di Firenze nato nel 1981.

## Storia
Il locale fiorentino nasce nel settembre del 1981 in una delle più antiche della zona. Entro pochi mesi il Tenax diventa un punto di riferimento per artisti (Paolo Hendel), stilisti (Vivienne Westwood, che ha esposto i suoi capi l'8 gennaio 1988) e musicisti emergenti.
Passano di lì gruppi come gli Spandau Ballet, gli Psychedelic Furs, i New Order, i Sister Of Mercy. Alla consolle del locale si alternano nomi come Frank Alabastro, Enrico Tagliaferri, Larry, Leo Daddi.
Con il passare dei mesi il locale inizia ad assumere una propria personalità e sul palco si avvicendano, tra gli altri, Tears For Fears, Tuxedomoon, Human League, D.A.F., Litfiba e Frankie Goes To Hollywood. Tenax ha avuto anche diversi ospiti vip come Vittorio Gassman, Dalila di Lazzaro, Roberto Benigni, Ilona Staller e Amanda Lear.
Nel 1995 il locale viene acquistato dalla società “Nozze di Figaro” che prosegue la gestione che ha iniziato il progetto. Il palinsesto cerca di mantenere appuntamenti settimanali dedicati a diverse fasce di pubblico, con ospiti come Paul Weller, Tricky, Ben Harper, Morcheeba e Fun Lovin' Criminals.
Gli anni 2000 portano altri nomi ad esibirsi nel locale, ma fanno anche nascere e crescere artisti come Ashley Beedle, Little Louie Vega, Ralf e Alex Neri.
Nel 2004 nasce anche l'etichetta discografica legata al nome del locale, la Tenax Recordings.
Il locale è stato incluso nella lista dei 50 club più belli al mondo dalla rivista Nightlife e 59ª nella classifica delle discoteche più famose del mondo stilata dalla DJ Magazine nel 2018.

## Alcuni artisti presentati negli '80
- Lounge Lizards, 30 ottobre 1981
- Killing Joke, 22 ottobre 1981
- Virgin Prunes
- Nico, 19 marzo 1982
- Tuxedomoon, 25 marzo 1982
- Bauhaus, 6 maggio 1982
- New Order, 16 giugno 1982
- Echo and the Bunnymen, 24 febbraio 1983
- Litfiba, 22 febbraio 1984
- Talk Talk, 15 maggio 1984
- The Stranglers, 10 aprile 1985
- Sister of Mercy, 1 maggio 1985
- Litfiba, Neon, Moda, Diaframma,  23 aprile 1986
- Cocteau Twins, 28 ottobre 1986
- Eurythmics, 4 novembre 1986
- Litfiba, 12 maggio 1987 (concerto registrato e pubblicato)
- Skiantos, 10 novembre 1987
- Vivienne Westwood, 8 gennaio 1988